# 1963-1964シーズンのNBA
1963-1964シーズンのNBAは、NBAの18回目のシーズンである。シーズンは1963年10月16日に始まり、1964年4月24日に全日程が終了した。

## シーズン前

### ドラフト
ドラフトではアート・ヘイマンが、ニューヨーク・ニックスから全体1位指名を受けた。またネイト・サーモンド、エディ・マイルズ、ガス・ジョンソン、ジム・キングらが指名を受けている。

### その他
- シラキュース・ナショナルズはニューヨーク州シラキュースから、ペンシルベニア州フィラデルフィアに本拠地を移転し、フィラデルフィア・76ersに改称した。
- シカゴ・ゼファーズがイリノイ州シカゴから、メリーランド州ボルティモアに本拠地を移転し、ボルティモア・ブレッツに改称した。

## シーズン

### オールスター
- 開催日：1月14日
- 開催地：ボストン
- オールスターゲーム　イースト 111－107 ウエスト
- MVP：オスカー・ロバートソン　（シンシナティ・ロイヤルズ）

### イースタン・デビジョン
| チーム                   | 勝 | 負 | 勝率 | ゲーム差 |
| ------------------------ | -- | -- | ---- | -------- |
| ボストン・セルティックス | 59 | 21 | .738 | -        |
| シンシナティ・ロイヤルズ | 55 | 25 | .688 | 4        |
| フィラデルフィア・76ers  | 34 | 46 | .425 | 25       |
| ニューヨーク・ニックス   | 22 | 58 | .275 | 37       |

### ウエスタン・デビジョン
| チーム                         | 勝 | 負 | 勝率 | ゲーム差 |
| ------------------------------ | -- | -- | ---- | -------- |
| サンフランシスコ・ウォリアーズ | 48 | 32 | .600 | -        |
| セントルイス・ホークス         | 46 | 34 | .575 | 2        |
| ロサンゼルス・レイカーズ       | 42 | 38 | .525 | 6        |
| ボルチモア・ブレッツ           | 31 | 49 | .388 | 17       |
| デトロイト・ピストンズ         | 23 | 57 | .288 | 25       |

### スタッツリーダー
| 部門       | 選手                   | チーム                         | 記録  |
| ---------- | ---------------------- | ------------------------------ | ----- |
| 得点       | ウィルト・チェンバレン | サンフランシスコ・ウォリアーズ | 2,948 |
| リバウンド | ビル・ラッセル         | ボストン・セルティックス       | 1,930 |
| アシスト   | オスカー・ロバートソン | シンシナティ・ロイヤルズ       | 868   |
| FG%        | ジェリー・ルーカス     | シンシナティ・ロイヤルズ       | .527  |
| FT%        | オスカー・ロバートソン | シンシナティ・ロイヤルズ       | .853  |

※1969-70シーズン以前はアベレージよりも通算でスタッツリーダーが決められていた。

### 各賞
- 最優秀選手: オスカー・ロバートソン, シンシナティ・ロイヤルズ
- ルーキー・オブ・ザ・イヤー: ジェリー・ルーカス, シンシナティ・ロイヤルズ
- 最優秀コーチ賞: アレックス・ハナム, サンフランシスコ・ウォリアーズ

- All-NBA First Team:
  - ウィルト・チェンバレン, サンフランシスコ・ウォリアーズ
  - エルジン・ベイラー, ミネアポリス・レイカーズ
  - ジェリー・ウェスト, ロサンゼルス・レイカーズ
  - ボブ・ペティット, セントルイス・ホークス
  - オスカー・ロバートソン, シンシナティ・ロイヤルズ

- All-NBA Rookie Team:
  - ジェリー・ルーカス, シンシナティ・ロイヤルズ
  - ネイト・サーモンド, サンフランシスコ・ウォリアーズ
  - ロッド・ソーン, ボルチモア・ブレッツ
  - ガス・ジョンソン, ボルチモア・ブレッツ
  - アート・ヘイマン, ニューヨーク・ニックス

### シーズン概要
- 最優秀コーチ賞とオール・ルーキー・チームが新設され、初代最優秀コーチ賞にはサンフランシスコ・ウォリアーズのアレックス・ハナムが選ばれた。
- シンシナティ・ロイヤルズが大幅に勝率を伸ばし、独走状態だったボストン・セルティックスに肉薄した。1962年にドラフト指名されたジェリー・ルーカスがようやくチームに合流し、オスカー・ロバートソンにウェイン・エンブリー、ジャック・トゥィマンにルーカスを加えたロイヤルズのオフェンスは、リーグトップの得点力を誇った。ロバートソンはシーズンMVPを、ルーカスは新人王を獲得した。
- ウエスタン・デビジョンではサンフランシスコ・ウォリアーズがようやく西海岸の水に慣れ、デビジョン首位の座につき、ロサンゼルス・レイカーズとセントルイス・ホークスの二強時代に割って入った。

### NBPAの決起
1954年に結成されたNBPA（選手会）は各球団オーナーから正式な交渉の窓口として認められていなかったため、この10年間を大きな成果を挙げられぬまま過ごしていた。しかしこのシーズン、初めてテレビ中継されるオールスターゲームを2代目会長のトム・ヘインソーンは絶好の機会と捉えた。オールスター選出選手らと結束しオールスターゲームをボイコットする構えを見せることで、強引に交渉の場を築いたのである。このボイコット騒動で肝を冷やした球団オーナーとリーグはようやくNBPAを正式な選手の団体交渉代表として認めた。また日当の8ドル加増と年金制度の充実化が約束された。

## プレーオフ・ファイナル
|  | デビジョン準決勝 | デビジョン準決勝 | デビジョン準決勝 |                |   | デビジョン決勝 | デビジョン決勝 | デビジョン決勝 |  |  | ファイナル | ファイナル   | ファイナル |
|  |                  |                  |                  |                |   |                |                |                |  |  |            |              |            |
|  |                  |                  |                  |                |   |                |                |                |  |  |            |              |            |
|  |                  | 1                | ウォリアーズ     | 4              |   |                |                |                |  |  |            |              |            |
|  | Western Division | 1                | ウォリアーズ     | 4              |   |                |                |                |  |  |            |              |            |
|  |                  |                  | 2                | ホークス       | 3 |                |                |                |  |  |            |              |            |
|  | 3                | レイカーズ       | 2                | ホークス       | 3 | 2              |                |                |  |  |            |              |            |
|  | 3                | レイカーズ       |                  |                |   | 2              |                |                |  |  |            |              |            |
|  | 2                | ホークス         | 3                |                |   |                |                |                |  |  |            |              |            |
|  |                  |                  |                  |                |   |                |                |                |  |  | W1         | ウォリアーズ | 1          |
|  |                  |                  | E1               | セルティックス | 4 |                |                |                |  |  |            |              |            |
|  |                  |                  |                  |                |   |                |                |                |  |  |            |              |            |
|  |                  |                  |                  |                |   |                |                |                |  |  |            |              |            |
|  |                  | 1                | セルティックス   | 4              |   |                |                |                |  |  |            |              |            |
|  | Eastern Division | 1                | セルティックス   | 4              |   |                |                |                |  |  |            |              |            |
|  |                  |                  | 2                | ナショナルズ   | 1 |                |                |                |  |  |            |              |            |
|  | 3                | 76ers            | 2                | ナショナルズ   | 1 | 2              |                |                |  |  |            |              |            |
|  | 3                | 76ers            |                  |                |   | 2              |                |                |  |  |            |              |            |
|  | 2                | ナショナルズ     | 3                |                |   |                |                |                |  |  |            |              |            |

### セルティックスVSウォリアーズ再び
六連覇を目指すボストン・セルティックスの前に、かつてはイースタン・デビジョン最大のライバルチームだったフィラデルフィア・ウォリアーズが、サンフランシスコ・ウォリアーズと名前を変え、ウエスタン・デビジョンの覇者として立ちはだかった。
セルティックスはビル・シャーマン、ボブ・クージーが引退し、ビル・ラッセルとサム・ジョーンズ、トム・ヘインソーン、K.C.ジョーンズが中心選手となり、さらにベテランのクライド・ラブレットやウィリー・ナオルスを獲得した新たな体制でウォリアーズを迎え撃った。ウォリアーズはウェイン・ハイタワーやトム・メシェリーらが脇を固めるが、ほぼウィルト・チェンバレンのワンマンチームであり、ネイト・サーモンドはまだ期待のルーキーに過ぎず、王者セルティックスに挑むには戦力不足だった。結局イースタン・デビジョン時代と状況は変わっておらず、チェンバレン率いるウォリアーズはまたもやセルティックスの前に敗退し、セルティックスの連覇記録がまた一つ更新されることとなった。

## ラストシーズン
- ドルフ・シェイズ　（1949-64）　1940年代からNBAで活躍した最後の選手。
- クライド・ラブレット　（1953-64）　ルーキーイヤーのミネアポリス・レイカーズ時代に優勝を経験。以来、優勝には恵まれなかったが、キャリア終盤にボストン・セルティックスに移籍し、2度目の優勝を飾った。
- フランク・ラムジー　（1954-64）　ボブ・クージーやビル・シャーマンらとともに初期のセルティックス王朝を支えた。7回の優勝とともに引退。